# Europe Elects
Europe Elects je agregátor průzkumů, který shromažďuje a zveřejňuje údaje související s volbami, jako jsou průzkumy veřejného mínění v evropských zemích.

## Geneze a historie
Europe Elects byl založen v roce 2014 jako účet na Twitteru. Projekt se rychle dostal do popředí, protože to byl první účet, který shromažďoval evropské průzkumy a volební údaje na jednom místě. V roce 2017 zakladatel Tobias Gerhard Schminke sestavil tým, který mu pomáhal s provozováním účtu na sociálních sítích. Odtud se projekt rozšířil na další platformy sociálních médií a formalizoval se do start-upu. Europe Elects na svých webových stránkách uvádí, že všechny získané příjmy jsou reinvestovány do projektu.
Tým stojící za Europe Elects má 36 členů z celého světa.

## Rozšíření a vnímání
Výsledky publikované organizací jsou často citovány na Euronews. Je považována za hlavní mediální zdroj týkající se Evropského parlamentu. Europe Elects je často citován v evropských i světových zprávách, je zastoupen v Centru pro evropská politická studia a je stálým zdrojem žurnalistiky týkající se evropské politiky.
Platforma má na svých sociálních sítích 130 000 sledujících a expanduje na další kontinenty. V roce 2021 se Europe Elects spojila s Euractiv a Decision Desk HQ.